# Premier ministre de Singapour
Le Premier ministre de la république de Singapour (anglais : Prime Minister of the Republic of Singapore ; chinois : 新加坡共和国总理 , pinyin : Xīnjiāpō Gònghéguó Zǒnglǐ ; malais : Perdena Menteri Republik Singapura ; tamoul : சிங்கப்பூர் குடியரசின் பிரதமர் , Ciṅkappūr Kuṭiyaraciṉ Piratamar) est le chef du gouvernement de la république de Singapour. Le président de la République nomme comme Premier ministre un membre du Parlement qui, selon lui, est le plus susceptible de susciter la confiance d'une majorité de députés.
Le poste de Premier ministre remonte à 1959 et a été d'abord nommé par le gouverneur de Singapour puis le Yang di-Pertuan Negara (vice-roi chef de l’État), quand Singapour a atteint l'auto-gouvernance dans l'Empire britannique. Le titre de Premier ministre est resté inchangé après la fusion de l'ancienne colonie britannique de Singapour avec la fédération de Malaisie, Sarawak et Bornéo du Nord à la suite de l'Accord de 1963, alors que Singapour était un État fédéré de la nouvelle Malaisie de 1963 à 1965, et après l'indépendance en 1965.
Quatre personnes ont occupé la fonction de Premier ministre dans l’histoire de Singapour : Lee Kuan Yew a été le premier Premier ministre et a occupé la fonction durant 31 ans, du 5 juin 1959 au 28 novembre 1990, date à laquelle il se retira. Son successeur, Goh Chok Tong, a ensuite occupé la fonction jusqu’à sa propre retraite, le 12 août 2004. Lee Hsien Loong, le fils de Lee Kuan Yew, du 12 août 2004 au 15 mai 2024, et enfin depuis le 15 mai 2024 Lawrence Wong. Tous sont membres du Parti d’Action populaire.

## Liste des Premiers ministres de Singapour

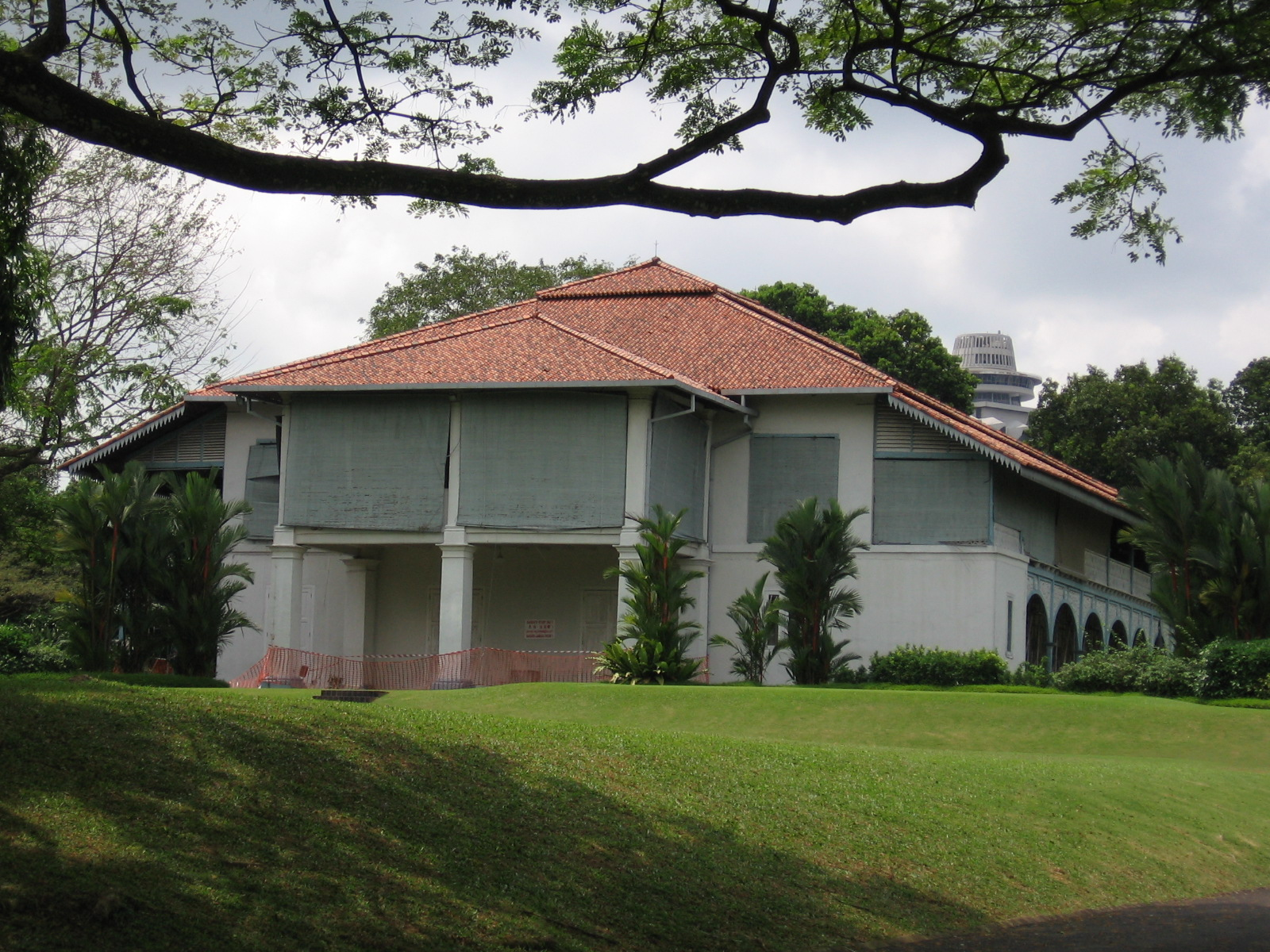
Sri Temasek, résidence officielle du Premier ministre.

| no | Premier ministre                 | Mandat                                      | Élections                | Circonscription | Parti                    |
| -- | -------------------------------- | ------------------------------------------- | ------------------------ | --- | ------------------------ |
| 1  | Lee Kuan Yew 李光耀              | 5 juin 1959 — 28 novembre 1990 11 499 jours | 1968 1972 1976 1980 1988 | Tanjong Pagar SMC (1955–1991) Tanjong Pagar GRC (1991-2015)                                                                                 | Parti d'action populaire |
| 2  | Goh Chok Tong 吴作栋（吳作棟）   | 28 novembre 1990 — 12 août 2004 5 006 jours | 1991 1992 1997 2001      | Marine Parade SMC (1976-1988) Marine Parade GRC (1988-)                                                                                     | Parti d'action populaire |
| 3  | Lee Hsien Loong 李显龙（李顯龍） | 12 août 2004 — 15 mai 2024 7 633 jours      | 2006 2011 2015 2020      | Teck Ghee SMC (1984-1991) Ang Mo Kio GRC (1991-)                                                                                            | Parti d'action populaire |
| 4  | Lawrence Wong 黄循财 (黃循財)    | 15 mai 2024 — en fonction 417 jours         | 2024                     | Représentation du groupe de la côte ouest Circonscription (2011-2015) Circonscription de représentation du groupe Marsiling-Yew Tee (2015-) | Parti d'action populaire |